# Hyalurga puhites
Hyalurga puhites là một loài bướm đêm thuộc phân họ Arctiinae, họ Erebidae.